# Damir Hadzovic
Damir "The Bosnian Bomber" Hadžović (født 8. august 1986 i Goražde, Bosnien) er en dansk MMA-udøver, der konkurrerer i letvægt-klassen i Ultimate Fighting Championship. Hadzovics styrke befinder sig primært i den stående del af MMA, hvor hans kickboxing og evne til at slå modstanderen ud på knockout er hans force.

## Barndom
I 1992, flygtede Hadzovic som seksårig med sin familie fra Bosnien til Danmark på grund af krigene i det tidligere Jugoslavien. Familien tilbragte de første år i en asyllejr, men flyttede senere til Esbjerg, hvor Hadzovic havde sin ungdom.

## Mixed martial arts

### UFC
Den 4. februar 2016 blev det offentliggjort at han officielt skrev kontrakt med UFC og blev dermed den 3. dansker til at blive involveret med forbundet efter Martin Kampmann og Nicolas Dalby.
Den 28. maj, 2017 til UFC Fight Night 109 i Stockholm, knock-out besejrede han storfavoritten, polske brasiliansk jiu-jitsu-udøveren Marcin Held og vandt "Performance of the Night".